# Ratline

Adolf Eichmann fuggito in Argentina

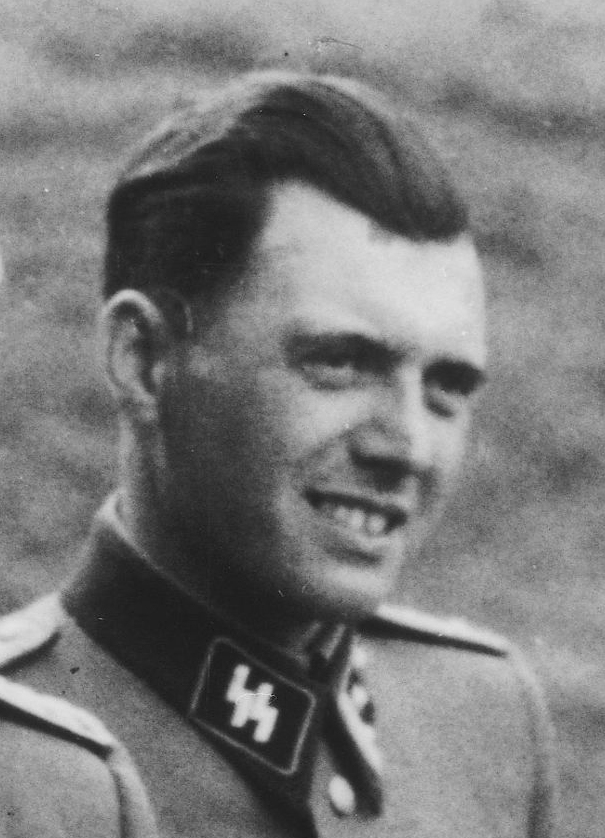
Josef Mengele fuggito in Argentina

La ratline è stato un sistema di vie di fuga con cui, alla fine della seconda guerra mondiale tra gli anni 1946-1951, i criminali di guerra e collaborazionisti nazisti fuggirono, in prevalenza verso l'America Latina, per evitare i processi a loro carico in Europa.
Queste vie di fuga portavano verso "luoghi sicuri" come il Sudamerica, in particolare l'Argentina, ma anche il Paraguay, il Brasile, l'Uruguay, il Cile e la Bolivia. In altri casi i criminali si diressero verso gli Stati Uniti, la Gran Bretagna, il Canada e il Medio Oriente. La prima tappa del viaggio era principalmente la Spagna franchista, da qui si imbarcavano per l'Argentina.
Un'altra via di fuga portava dall'Europa centro-orientale a Roma attraverso l'Austria, quindi a Genova e infine in Sudamerica, per mezzo dell'aiuto anche di qualche alto prelato come Alois Hudal, la presumibile connivenza di alcuni vertici del Vaticano e assenso degli Stati Uniti. Le due vie furono organizzate "indipendentemente" ma alla fine ci fu un coordinamento.

## Origine del termine
La parola ratline nel glossario marinaresco inglese, indica il piolo di corda che, collegato alle sartie, permette la salita fino alla cima degli alberi dei velieri (in italiano grisella). Significa letteralmente "linea dei ratti", e trae origine dal fatto che tali corde rappresentano l'ultimo rifugio sicuro per i ratti durante un naufragio, prima di essere inghiottiti dalle acque. Per estensione, il termine fu utilizzato dai servizi segreti statunitensi per riferirsi al canale di fuga dall'Europa ideato dai nazisti e fascisti.

## Storia
Reti di esfiltrazione naziste sono state raccontate nell'omonimo libro da parte dei giornalisti Mark Aarons e John Loftus, australiano il primo, statunitense il secondo.
Alla fine del secondo conflitto mondiale la rete di esfiltrazione, venne creata per consentire l'evacuazione di agenti dei servizi segreti nazisti, ma anche di molti gerarchi del regime. Sostanzialmente vi furono due principali vie di fuga: la rete organizzata del vescovo Alois Hudal creata per coprire la fuga dei criminali di guerra tedeschi; una seconda creata per gli ustascia croati, diretta e coordinata da padre Krunoslav Draganović, segretario dell'Istituto Croato di San Girolamo, il principale organizzatore delle reti di esfiltrazione utilizzate da noti criminali di guerra per sfuggire alla giustizia. Scopo di tali operazioni era quello di nascondere queste persone, ricercate per i crimini di cui si erano resi responsabili, nell'intento di poter combattere così l'emergente minaccia comunista, questo in virtù della loro opposizione a questa ideologia.
Nel 1947, finita la guerra e in piena occupazione alleata, i nazisti che riuscirono a scampare al processo di Norimberga diedero vita ad un'organizzazione dal nome O.D.E.SS.A, acronimo che sta per Organisation der ehemaligen SS-Angehörigen (in tedesco Organizzazione degli ex-membri delle SS). Tale organizzazione si prefiggeva di spostare capitali accumulati, per lo più sottratti alle vittime dell'Olocausto, all'estero e di produrre documenti per evacuare i membri in paesi sudamericani.

## Gerarchi e criminali fuoriusciti
Alcuni dei più noti criminali di guerra fuggiti attraverso le reti di esfiltrazione naziste:
- Andrija Artuković, fuggito negli Stati Uniti; Arrestato nel 1984 ed estradato in Jugoslavia, dove morì nel 1988 per cause naturali.
- Klaus Barbie, fuggì in Bolivia nel 1951 con l'aiuto degli Stati Uniti, poiché era un agente del Corpo di controspionaggio dell'esercito degli Stati Uniti dall'aprile 1947; catturato nel 1983; morì in carcere in Francia il 23 settembre 1991.
- Alois Brunner, fuggito in Siria nel 1954; è morto intorno al 2001.
- Herberts Cukurs, fuggito in Brasile nel 1945, ucciso dal Mossad in Uruguay nel 1965.
- Adolf Eichmann, fuggito in Argentina nel 1950; catturato dal Mossad nel 1960; giustiziato in Israele il 1º giugno 1962.
- Aribert Heim, scomparso nel 1962; molto probabilmente morì in Egitto nel 1992.
- Sándor Képíró, fuggito in Argentina, è tornato in Ungheria nel 1996. È stato processato per crimini di guerra a Budapest nel febbraio 2011, prima della sua morte a settembre.
- Josef Mengele, fuggì in Argentina nel 1949, poi in Paraguay, e morì in Brasile nel 1979.
- Ante Pavelić, fuggito in Argentina nel 1948; morì in Spagna, nel dicembre 1959, per le ferite riportate due anni prima in un tentativo di omicidio.
- Erich Priebke, fuggito in Argentina nel 1949; arrestato nel 1994; è morto a Roma nel 2013.
- Walter Rauff, fuggito in Cile; mai catturato; morì nel 1984.
- Eduard Roschmann, fuggito in Argentina nel 1948; fuggì in Paraguay per evitare l'estradizione e vi morì nel 1977.
- Dinko Sakić, fuggito in Argentina nel 1947, arrestato nel 1998 ed estradato in Croazia. Fu processato e ritenuto colpevole di crimini di guerra e crimini contro l'umanità, scontando una condanna a 20 anni. È morto nel 2008.
- Boris Smyslovskij fuggì in Argentina nel 1948 dal Liechtenstein con la prima armata nazionale russa. Tornò in Liechtenstein nel 1966 e morì per cause naturali nel 1988.
- Franz Stangl, fuggito in Brasile nel 1951; arrestato nel 1967 ed estradato nella Germania Ovest; morì nel 1971 per insufficienza cardiaca.
- Gustav Wagner, fuggito in Brasile nel 1950; arrestato nel 1978; si suicidò nel 1980.

Grazie alle ricerche documentarie si è scoperto che gran parte di queste fughe furono organizzate da un alto prelato, Rettore dell'Istituto Pontificio Santa Maria dell'Anima, il vescovo Alois Hudal. Questi, esponente filonazista e antisemita della Chiesa cattolica - che durante la guerra ricopriva l'incarico di commissario dell'Episcopato dei cattolici tedeschi in Italia e di padre confessore della comunità tedesca in Roma - era, inoltre, membro della congregazione vaticana del Sant'Uffizio. Nel 1937 aveva scritto un'apologia del nazismo pubblicata a Lipsia e a Vienna, I fondamenti del nazionalsocialismo, e tale dimostrazione di fede ne aveva fatto l'uomo di fiducia di Hitler in Vaticano. Nei suoi scritti aveva affermato che «il nazionalsocialismo è una grazia divina». La Chiesa, scriveva Hudal, doveva venire a patti con i nazionalsocialisti “conservatori”, in cui egli continuava ad aver fiducia.
Nel libro di Gitta Sereny Into That Darkness: An Examination of Conscience Stangl descrisse come Hudal organizzò il suo espatrio, approntando e falsificando documenti: passaporto, visti e permessi di lavoro. Mark Aarons e John Loftus sostengono che Hudal fosse amico di Pio XII e che Siri era non solo coinvolto nella rete del vescovo Hudal ma uno dei “principali coordinatori”. Inoltre «Siri era il contatto di Walter Rauff» tramite il quale Hudal faceva fuggire clandestinamente dall'Europa i criminali di guerra.
All'interno dell'organizzazione Odessa, il “compartimento” organizzato dalla Chiesa cattolica, denominato “Canale dei ratti” (Rat Channel) o anche “via dei monasteri”, a detta di alcuni storici e dei servizi segreti, fu il più efficace: secondo le stime, cinquemila esponenti nazisti riuscirono a scappare grazie ai servizi di questa organizzazione. Secondo Rivelli la sua sede centrale a Roma era il monastero croato di San Girolamo degli Illirici vicino al Porto di Ripetta, ove operava monsignor Krunoslav Draganović coadiuvato dall'arcivescovo ucraino Ivan Bucko e da numerosi sacerdoti croati. Come i servizi segreti statunitensi ebbero modo di scoprire, «molti dei principali criminali di guerra ustascia e collaborazionisti» vivevano nel monastero, che era «pervaso di cellule di militanti ustascia». Protetti dalla Chiesa cattolica, questi croati si consideravano un governo in esilio. Molti dei ministri del gabinetto croato nascosti a San Girolamo erano fuggiti dal campo di prigionia di Afragola e facevano la spola tra il Vaticano e il monastero diverse volte la settimana in un'automobile con tanto di autista e targa diplomatica. «Parte dal Vaticano e scarica i passeggeri all'interno del monastero» affermarono i servizi segreti americani.
Collaboratori del vescovo Hudal erano i sacerdoti cattolici Leopold von Gumppenberg, Bruno Wustenberg (poi promosso nunzio apostolico in alcuni Paesi africani e nei Paesi Bassi), Heinemann e Karl Bayer. Ex-paracadutista dell'esercito hitleriano, Karl Bayer fuggì dal campo di prigionia di Ghedi, vicino a Brescia, grazie all'aiuto del sacerdote cattolico Krunoslav Draganović. Intervistato molti anni dopo da Gitta Sereny, ricordò come lui e Hudal avessero aiutato i nazisti con l'appoggio del Vaticano. «Il Papa forniva effettivamente denaro a tal scopo; a volte col contagocce, ma comunque arrivava» disse Bayer. La storica Gitta Sereny ha ipotizzato che il Vaticano possa aver usato Hudal come capro espiatorio per i suoi stessi sforzi in aiuto dei nazisti in fuga.
Inoltre, il vescovo «Hudal racconterà il proprio attivismo per il “canale dei topi”, rivendicherà di avere personalmente contribuito a salvare oltre 1000 “perseguitati”, e definirà tutta l'operazione come un “compito svolto per incarico del Vaticano”».
Secondo Ignacio Klich e Jorge Camarasa, «Se oggi forse è comodo individuare nel vescovo Hudal il principale responsabile delle evasioni, è necessario sottolineare che né la “via dei monasteri” né il suo stesso ruolo durante la guerra sarebbero stati possibili senza il consenso della Santa Sede». Nei rapporti dei servizi segreti americani, che confermano le testimonianze di Hudal e Bayer, sono elencate in dettaglio le responsabilità vaticane e la partecipazione di numerosi religiosi all'attività illegale e clandestina connessa al “Rat Channel”.
Uki Goni aggiunge: «L'apertura dell'archivio post bellico della Croce rossa ha finalmente messo la parola fine all'annosa questione se i criminali nazisti furono o meno aiutati dalla chiesa cattolica nella loro fuga in Argentina. Il verdetto che emerge dall'analisi dei suoi documenti, unitamente a quella di altre fonti dell'archivio, è inconfutabile: cardinali quali Montini, Tisserant e Caggiano organizzarono la fuga dei nazisti; vescovi e arcivescovi quali Hudal, Giuseppe Siri e Berrere attivarono le procedure necessarie; prelati come Draganović, Heinemann e Domoter firmarono le loro richieste di passaporto […] Il confronto incrociato tra le informazioni in esse contenute e i documenti conservati in altri archivi americani, argentini e svizzeri permette di costruire un quadro completo del consapevole coinvolgimento della chiesa cattolica nell'opera di salvataggio dei criminali di guerra». Michael Phayer conclude: «Permettendo che il Vaticano venisse coinvolto nella ricerca di un rifugio per i colpevoli dell'olocausto, Pio XII commise la più grande scorrettezza del suo pontificato».

## Studi critici
Alcuni storici contestano la reale esistenza di una organizzazione simile e ridimensionano di molto le responsabilità del Vaticano e degli altri enti quali la Croce Rossa nel trasferimento degli ex-nazisti fuori dall'Europa. Secondo i loro studi risulterebbero alcune operazioni, slegate tra loro, che videro in alcuni casi coinvolti uomini dei servizi segreti Usa e inglesi con la complicità non sempre consapevole di alcuni uomini di chiesa. Secondo lo storico tedesco Heinz Schneppen, autore di "Odessa und das Vierte Reich" (Odessa e il Quarto Reich)  ci furono singole complicità nella fuga di alcuni criminali, ma  mancherebbero le prove dell'esistenza di un'organizzazione internazionale specificamente appoggiata dal Vaticano.
Secondo la testimonianza Karl Bayer, futuro segretario generale della Caritas Internazionale,  nella confusione dell'immediato dopoguerra non c'era tempo per controllare il passato di tutti, anche perché «se uno voleva raccontarci di essere nato a Viareggio - non importa se era nato in realtà a Berlino e non masticava una parola d'italiano - gli bastava andare in strada e avrebbe trovato dozzine d'italiani pronti a giurare per cento lire su una pila di Bibbie che era nato a Viareggio» e come di conseguenza fosse facile per chi volesse procurarsi documenti e facilitazioni per l'espatrio.
È stato inoltre affermato che dietro alla maggioranza delle fughe dei nazisti ci fossero in realtà i servizi segreti delle potenze vincitrici, soprattutto URSS e USA, in aperto contrasto tra loro, per evitare che personaggi con importanti informazioni o conoscenze finissero nel campo avverso. Queste avendo occupato militarmente l'Europa potevano pretendere o ricercare la collaborazione anche degli enti preposti al rilascio di permessi o che avrebbero potuto facilitare le operazioni, i quali ovviamente non avrebbero potuto rifiutare le richieste fatte dai vincitori del conflitto. Il New York Times nel 2010 venne in possesso di un rapporto del Office of Special Investigation (Osi) istituito nel '79, del Ministero della giustizia, che rivelava i nominativi e le modalità di queste "emigrazioni". L'Operazione Paperclip il programma di trasferimento negli Usa degli scienziati nazisti, per lavorare alla produzione di missili ad esempio portò negli usa circa 2000 ex-nazisti e i loro parenti. Tra i beneficiari di questa operazione ci fu Arthur Rudolph, l'ex direttore della Mittelwerk, la fabbrica del Terzo Reich responsabile della produzione dei razzi V2 che fu trasferito negli Stati Uniti nel '45. Anche Otto Von Bolschwing, il braccio destro di Adolf Eichmann, si stabilì negli USA nel '54 e fu addirittura assunto dalla Cia.